# La Poterie-Mathieu
La Poterie-Mathieu é uma comuna francesa na região administrativa da Normandia, no departamento de Eure. Estende-se por uma área de 6,3 km². Em 2010 a comuna tinha 166 habitantes (densidade: 26,3 hab./km²).